# هیثم سمرین
هیثم سمرین (انگلیسی: Haitham Simreen؛ زادهٔ ۷ فوریهٔ ۱۹۷۷) بازیکن فوتبال اهل اردن بود.
از باشگاه‌هایی که در آن بازی کرده‌است می‌توان به باشگاه ورزشی التلال و باشگاه ورزشی الوحدات اشاره کرد.
وی همچنین در تیم ملی فوتبال اردن بازی کرده‌است.